# Монтеверде (Кампобасо)
Монтеверде је насеље у Италији у округу Кампобасо, региону Молизе.
Према процени из 2011. у насељу је живело 885 становника. Насеље се налази на надморској висини од 486 м.